# Massimo Osanna

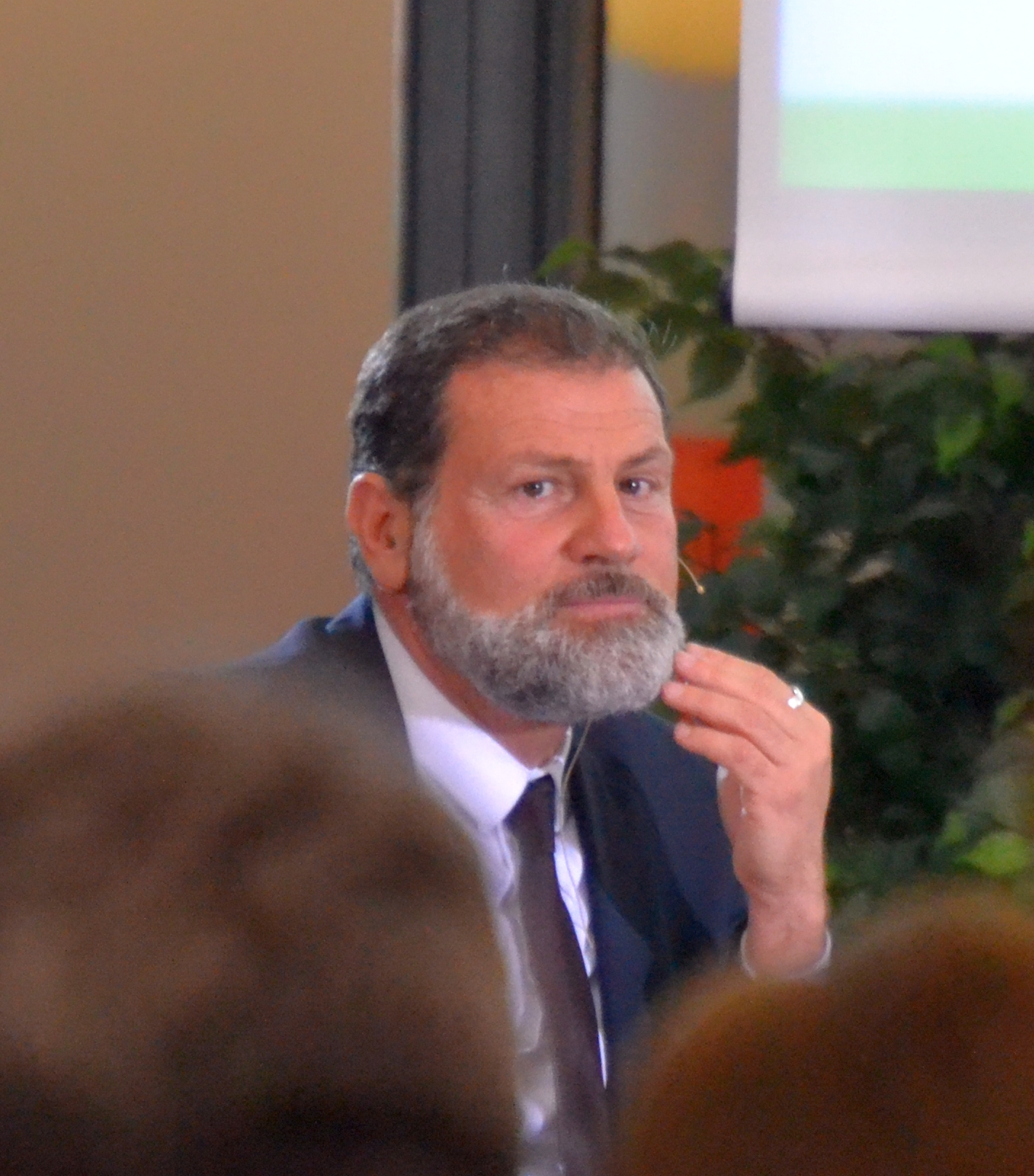
Massimo Osanna beim „Akademientag 2015“ an der Berlin-Brandenburgischen Akademie der Wissenschaften

Massimo Osanna (* 23. Mai 1963 in Venosa) ist ein italienischer Klassischer Archäologe. Der vormalige Leiter der Archäologischen Parks von Pompeji, Herculaneum und Stabiae ist seit Sommer 2020 Generaldirektor der staatlichen Museen Italiens.
Massimo Osanna schloss seine Schulausbildung 1981 in Venosa auf einer Schule mit einem klassischen Schwerpunkt ab. Danach studierte er an der Universität Perugia und schloss das Studium 1985 als Untergraduierter ab. Titel der Abschlussarbeit bei Mario Torelli war La necropoli in Contrada Casino di Lavello. 1986 war er mit einem einjährigen Stipendium an der Scuola Archeologica Italiana di Atene. 1987 begann er mit seinem Promotionsstudium an der Universität Perugia, in dieser Zeit war er 1987/88 an der Universität Tübingen. 1990 erfolgte die Promotion mit der Arbeit Chorai Coloniali da Taranto a Locri. Documentazione archeologica e ricostruzione storica, Promotionsbetreuer war wiederum Mario Torelli. 1992 arbeitete er an der Universität Perugia und war Referent von Torelli. 1993/94 war er als Humboldt-Stipendiat am Lehrstuhl von Tonio Hölscher an der Universität Heidelberg und hielt dort Lehrveranstaltungen ab, unter anderem gemeinsam mit Daniel Graepler. An der Università degli Studi della Repubblica di San Marino erfolgte 1995 eine zweite Promotion bei Walter Burkert zum Thema Santuari e culti dell’Acaia antica.
Von 1994 bis 2000 lehrte Osanna als Assistent von Francesco D’Andria und Marcella Barra an der Università degli Studi della Basilicata. Seit 1997 lehrte er am Standort in Matera an der zur Universität gehörenden Spezialschule für Archäologie. 2000 wurde er an der Universität Außerplanmäßiger Professor (professore di II fascia). 2002 bis 2007 gehörte er der Direktion der Spezialschule für Archäologie an. 2007 war er Gastprofessor an der École pratique des hautes études und der Ecole Européenne de Protohistoire de Bibracte. 2007/08 war er neben der Professur zusätzlich soprintendente per i beni archeologici della Basilicata, also leitender Archäologe der Basilikata. 2009 bis 2014 leitete er die Spezialschule für Archäologie in Matera. 2010/11 führten ihn weitere Gastprofessuren nach Heidelberg und an die Humboldt-Universität zu Berlin. Zum 4. März 2014 wurde Osanna in Nachfolge von Giuseppe Proietti Soprintendente archeologo della Soprintendenza speciale per i Beni Archeologici di Pompei, Ercolano e Stabia, also Leiter der Archäologischen Parks, der Ausgrabungen und Instandhaltungsarbeiten von und in Pompeji, Herculaneum und Stabiae, seit 2016 war er direttore generale Soprintenza Pompei. Schon seit Februar 2014 war er ordentlicher Professor an der Università degli Studi della Basilicata, zum 30. Dezember 2015 an der Universität Neapel Federico II. Im Juli 2020 wurde er zum Generaldirektor der staatlichen Museen und archäologischen Stätten von Italien berufen, am 1. September 2020 trat er die Stelle in Nachfolge von Antonio Lampis an. Damit unterstehen seiner Leitung mehr als 500 staatliche Museen, Monumente und Ausgrabungsstätten. Bis in Gabriel Zuchtriegel ein neuer Leiter für Pompeji gefunden wurde, blieb er dort bis Februar 2021 Interimsleiter.
Seit 2012 ist Osanna Mitglied in den wissenschaftlichen Beiräten der Zeitschriften Archäologischer Anzeiger und Ostraka. Er spricht mehrere Sprachen fließend, darunter Deutsch. Seine Arbeit in Pompeji gilt als vorbildlich. In den vergleichsweise wenigen Jahren unter seiner disziplinierten Leitung wurde die mehr und mehr verfallende Anlage nicht zuletzt mit Hilfe europäischer Mittel an vielen Stellen saniert, instand gesetzt und restauriert. Daneben begannen seit längerer Zeit wieder Ausgrabungen in noch nicht ausgegrabenen Bereichen. Auch beim Site-Management ging Osanna neue Wege und setzte etwa auf moderne Techniken bei der Steuerung der Besucherströme, heute ist der archäologische Park von Pompeji nach dem Kolosseum in Rom mit vier Millionen Besucher im Jahr die am zweitmeisten besuchte archäologische Attraktion in Italien. Die Rolle als Generaldirektor erhielt er unüblicherweise als Quereinsteiger statt als Teil einer Beamtenkarriere. Gleich zu Beginn seiner Amtszeit hat er mit den Auswirkungen der COVID-19-Pandemie zu kämpfen und setzt auf eine Mischung aus verstärkter Autonomie der größeren Teilinstitutionen auf der einen Seite, auf gemeinsame zentrale Aktivitäten und Regelungen andererseits, etwa im internationalen Leihverkehr.
2016 wurde er Mitglied der Academia Europaea.

## Schriften
- Herausgeber mit Thomas Schäfer und Karin Schmidt: Cossyra II. Ricognizione topografica. Storia di un paesaggio mediterraneo. (= Tübinger archäologische Forschungen, Band 11), Leidorf, Rahden/Westfalen 2013, ISBN 978-3-89646-991-5.
- Herausgeber mit Thomas Schäfer und Karin Schmidt: Cossyra I. Die Ergebnisse der Grabungen auf der Akropolis von Pantelleria, S. Teresa, der Sakralbereich. (= Tübinger archäologische Forschungen, Band 10), 2 Bände, Leidorf, Rahden/Westfalen 2015, ISBN 978-3-89646-990-8.
- mit Mario Grimaldi und Gabriel Zuchtriegel: Pompeji. Artem, Neapel 2016, ISBN 978-88-569-0540-3.
- Pompeji. Das neue Bild der untergegangenen Stadt. Aus dem Italienischen übersetzt von Alexander Heinemann, Karl Gerhard Hempel, Pia Kastenmeier und Andreas Thomsen.[3] wbg Philipp von Zabern, Darmstadt 2021, ISBN 978-3-8053-5274-1.